# Beleg van Constantinopel (860)

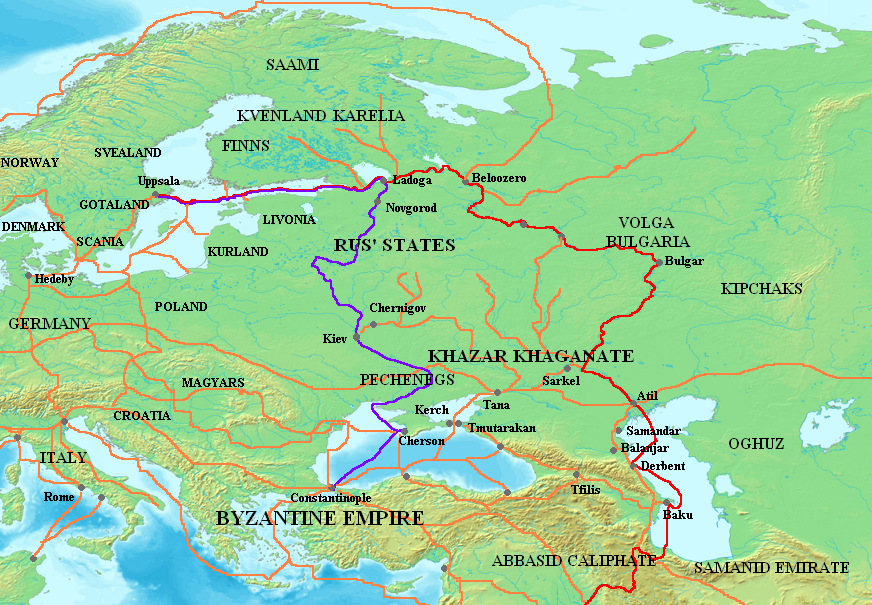
Handelsroutes in Centraal-Azië

Het Beleg van Constantinopel  vond plaats in 860 en was een onderdeel van de Rus'-Byzantijnse oorlogen.

## Achtergrond
Sinds decennia waren de handelsroutes in Centraal-Azië in de handen van de Chazaren, de belangrijkste handelspartner van de Byzantijnen. Begin de negende eeuw penetreerden de Varjagen in Centraal-Azië en stichtten het kanaat van Roes. Een machtsstrijd over de handelsroutes ontstond, de Chazaren kregen hierbij de steun van het Byzantijnse Rijk. 
Keizer Michaël III van Byzantium was op het moment van de inval niet aanwezig in de hoofdstad, hij had zijn zinnen gezet op het heroveren van het fort van Loulon aan de Cilicische Poort. 

## Beleg
De inval kwam totaal onverwacht, het was als een bliksemschicht uit de hemel. Op 18 juni 860 bij zonsondergang voer een vloot van ongeveer 200 schepen de Bosporus binnen en begon met het plunderen van de buitenwijken van Constantinopel. De aanvallers staken de huizen in brand, gooiden de bewoners in het water of staken ze neer. Nadat ze de buitenwijken hadden verwoest, gingen ze verder naar de Zee van Marmara en brandschatten de eilanden. De Russen plunderden de woningen en de kloosters en slachtten de bewoners af. Ze namen tweeëntwintig bedienden van de patriarch mee aan boord van hun schepen en hakten ze in stukken met hun bijlen.
Omdat patriarch Photius I van Constantinopel niets kon doen om de indringers af te weren, vroeg hij aan de bevolking van Constantinopel om de hulp af te smeken van Theotokos Blachernitissa om de stad te redden en zo gebeurde. Intussen was keizer Michaël III in allerijl teruggekeerd. Het verhaal gaat als volgt : nadat Michaël en Photius de sluier van de Theotokos in de zee hadden gelegd, ontstond er een storm die de boten van de barbaren uiteendreef.

## Historiciteit
De bronnen over het beleg zijn nogal contradictorisch, de bronnen uit de 9e eeuw en later komen niet in overeen met de vroegste verslagen van de gebeurtenis. 
In zijn preek van augustus 860 spreekt Photius noch over de terugkeer van Michael III naar de hoofdstad, noch over het wonder met de sluier (waarvan de auteur naar verluidt een deelnemer was).
Aan de andere kant vermeldt paus Nicolaas I in een brief aan keizer Michael III, op 28 september 865, dat de buitenwijken van de keizerlijke hoofdstad onlangs werden overvallen door de heidenen, die zich zonder enige straf konden terugtrekken. De Venetiaanse kroniekschrijver Johannes de Diaken schrijft dat de Normanorum gentes, nadat ze het suburbanum van Constantinopel hadden verwoest, in triomf naar hun eigen land terugkeerden ("et sic praedicta gens cum triumpho ad propriam regressa est"). 
Het lijkt erop dat de overwinning van Michael III op de Roes werd uitgevonden door Byzantijnse historici in het midden van de 9e eeuw of later en algemeen aanvaard werd. De herinnering aan de succesvolle campagne werd mondeling overgedragen in het Kievse Rijk en opgenomen in de Nestorkroniek bij de verslaggeving van de campagne van 907 door Oleg de Wijze. 